# Superpuchar Hiszpanii w piłce siatkowej mężczyzn (2017)
Superpuchar Hiszpanii w piłce siatkowej mężczyzn 2017 – 20. edycja rozgrywek o Superpuchar Hiszpanii rozegrana 1 listopada 2017 roku w Pabellón Los Planos w Teruelu. W meczu o Superpuchar udział wzięły dwa kluby: mistrz i zdobywca Pucharu Hiszpanii w sezonie 2016/2017 - Urbia Vóley Palma oraz finalista Pucharu Hiszpanii - CV Teruel.
Po raz szósty zdobywcą Superpucharu Hiszpanii został CV Teruel.
MVP spotkania wybrany został zawodnik CV Teruel - Balša Radunović.

## Drużyny uczestniczące
| Drużyna           | Osiągnięcia w sezonie 2016/2017          |
| ----------------- | ---------------------------------------- |
| Urbia Vóley Palma | mistrzostwo i zdobycie Pucharu Hiszpanii |
| CV Teruel         | finał Pucharu Hiszpanii                  |

## Mecz
Środa, 1 listopada 2017 – 18:00 (UTC+1) • Pabellón Los Planos, Teruel
Widzów: 2200
Czas trwania meczu: 93 minuty
Sędziowie: José Luis Arrarte Mira i Antonio Martínez Obón
| CV Teruel              | 3:0                          | Urbia Vóley Palma  |
| Balša Radunović 17 pkt | (25:19, 25:21, 25:22) raport | Renzo Cairus 9 pkt |

| Poz.                    | Nr | Zawodnik            | 1        | 2        | 3        | 4 | 5 | Pkt |
| ----------------------- | -- | ------------------- | -------- | -------- | -------- | - | - | --- |
| P                       | 1  | Balša Radunović     | 6 trzy   | 7 cztery | 6 trzy   |   |   | 17  |
| Ś                       | 3  | Víctor Rodríguez    | 7 cztery | 8 pięć   | 7 cztery |   |   | 10  |
| Ś                       | 9  | Pablo Bugallo       | 4 jeden  | 5 dwa    | 4 jeden  |   |   | 7   |
| R                       | 10 | Pedro Rangel        | 5 dwa    | 6 trzy   | 5 dwa    |   |   | 1   |
| A                       | 11 | Augusto Colito      | 8 pięć   | 9 sześć  | 8 pięć   |   |   | 7   |
| P                       | 21 | Thomas Ereú         | 9 sześć  | 4 jeden  | 9 sześć  |   |   | 12  |
| L                       | 4  | Vinicius Noronha    | L        | L        | L        |   |   |     |
| Zmiany                  |    |                     |          |          |          |   |   |     |
| P                       | 6  | Máximo Torcello     | 2 zmiana |          |          |   |   |     |
| R                       | 8  | Milan Jovanović     | 2 zmiana | 2 zmiana | 2 zmiana |   |   |     |
| Nie weszli na boisko    |    |                     |          |          |          |   |   |     |
| P                       | 2  | David De Juan Milla |          |          |          |   |   |     |
| P                       | 7  | Carlos Jiménez      |          |          |          |   |   |     |
| Ś                       | 14 | Vicente Cabrera     |          |          |          |   |   |     |
| Trener                  |    |                     |          |          |          |   |   |     |
| Miguel Rivera Rodríguez |    |                     |          |          |          |   |   |     |

| Poz.                 | Nr | Zawodnik                | 1        | 2        | 3        | 4 | 5 | Pkt |
| -------------------- | -- | ----------------------- | -------- | -------- | -------- | - | - | --- |
| P                    | 3  | Dhionathan Silva (Zóio) | 7 cztery | 7 cztery | 7 cztery |   |   | 5   |
| Ś                    | 5  | Daniel Macarro          | 5 dwa    | 5 dwa    | 5 dwa    |   |   | 4   |
| Ś                    | 8  | Jorge Fernández         | 8 pięć   | 8 pięć   | 8 pięć   |   |   | 5   |
| R                    | 10 | Victor Viciana          | 9 sześć  | 9 sześć  | 9 sześć  |   |   | 3   |
| P                    | 11 | Renzo Cairus            | 4 jeden  | 4 jeden  | 4 jeden  |   |   | 9   |
| A                    | 13 | Nicolás Ronchi          | 6 trzy   | 6 trzy   | 6 trzy   |   |   | 5   |
| L                    | 1  | Alejandro Fernández     | L        | L        | L        |   |   |     |
| Zmiany               |    |                         |          |          |          |   |   |     |
| P                    | 7  | Javi Martínez           | 2 zmiana | 2 zmiana |          |   |   |     |
| P                    | 20 | Marcelo Hister          |          | 2 zmiana | 2 zmiana |   |   | 3   |
| Nie weszli na boisko |    |                         |          |          |          |   |   |     |
| A                    | 2  | Joan Perelló            |          |          |          |   |   |     |
| R                    | 4  | Tià Sánchez             |          |          |          |   |   |     |
| Ś                    | 12 | John Molina             |          |          |          |   |   |     |
| Trener               |    |                         |          |          |          |   |   |     |
| Marcos Dreyer Viana  |    |                         |          |          |          |   |   |     |

## Statystyki meczowe
| TER | STATYSTYKI        | PAL |
| 75  | MAŁE PUNKTY       | 62  |
| 41  | ATAK              | 28  |
| 9   | BLOK              | 5   |
| 4   | SERWIS            | 1   |
| 21  | BŁĘDY PRZECIWNIKA | 28  |

## Ustawienie wyjściowe drużyn
| Bugallo Rangel Radunović Rodríguez Colito Ereú Noronha da Silva Cairus Macarro Ronchi Zóio J. Fernández Viciana A. Fernández |